# Ischnostrangalis
Ischnostrangalis is een kevergeslacht uit de familie van de boktorren (Cerambycidae). De wetenschappelijke naam van het geslacht werd voor het eerst geldig gepubliceerd in 1890 door Ganglbauer.

## Soorten
Ischnostrangalis omvat de volgende soorten:
- Ischnostrangalis antennalis Holzschuh, 1991
- Ischnostrangalis apicata Holzschuh, 1992
- Ischnostrangalis davidi (Pic, 1934)
- Ischnostrangalis fasciolata Holzschuh, 2011
- Ischnostrangalis frugalis Holzschuh, 1991
- Ischnostrangalis manipurensis (Gahan, 1906)
- Ischnostrangalis rhododendri Holzschuh, 2011
- Ischnostrangalis semenowi (Ganglbauer, 1890)
- Ischnostrangalis stricticollis (Fairmaire, 1889)
- Ischnostrangalis tibetensis Ohbayashi N. & Lin, 2013
- Ischnostrangalis wenhsini Ohbayashi N. & Lin, 2013